# بيتي بارسونز
بيتي بارسونز (بالإنجليزية: Betty Parsons)‏ هي صاحبة رواق ‏ وفنانة ورسامة أمريكية، ولدت في 31 يناير 1900 في نيويورك في الولايات المتحدة، وتوفي بنفس المكان في 23 يوليو 1982.